# Friedrich Heinrich Creplin

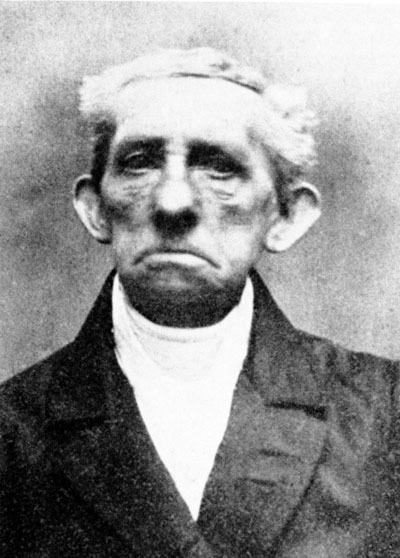
Friedrich Heinrich Creplin

Friedrich Heinrich Creplin (* 29. Oktober 1788 in Wolgast; † 23. Mai 1863 in Greifswald; vollständiger Name: Friedrich Heinrich Christian Creplin, auch: Friedrich Christian Heinrich Creplin) war ein deutscher Zoologe und Mediziner. Er gehörte zu den bekanntesten Helminthologen seiner Zeit.

## Leben
Friedrich Heinrich Creplin wurde als Sohn eines Zollverwalters und Kaufmanns in der damals zu Schwedisch-Pommern gehörenden Stadt Wolgast geboren. Er besuchte die Stadtschule in seiner Heimatstadt Wolgast und studierte anschließend von 1805 bis 1809 an der Universität Greifswald Naturwissenschaft und Medizin. Anschließend ging er nach Berlin, wo er von Christian Ludwig Mursinna in der Chirurgie und Friedländer in praktischer Geburtshilfe unterwiesen wurde. Er arbeitete zudem an der von Christoph Wilhelm Hufeland gegründeten Poliklinik zusammen mit Johann Gottlob Bernstein und Flemming. Am von Christoph Knape (1747–1831) geleiteten Collegium medico-chirurgicum führte er Präparierübungen durch.
Nach seiner Promotion am 27. Juli 1811 in Greifswald ließ er sich in Wolgast als praktischer Arzt nieder. Zum 1. Oktober 1831 erhielt er eine Assistentenstelle am botanischen Garten und zoologischen Museum der Greifswalder Universität bei Christian Friedrich Hornschuch. 1853 wurde er Konservator des zoologischen Museums.
Creplin befasste sich mit der vorwiegend mit der Erforschung von Wirbellosen. Durch seine seit 1822 angelegten Privatsammlungen, die 1831 von der Universität übernommen wurden, hatte er bereits reiche Erfahrungen auf diesem Gebiet. Er systematisierte und ergänzte die Sammlung der Universität, die durch ihn in die Lage versetzt wurde, Dubletten von Exponaten an andere wissenschaftliche Institutionen im In- und Ausland abzugeben. Zu den Schwerpunkten seiner zoologischen Arbeit gehörten die Erforschung der Endoparasiten sowie die Entomologie.
Er veröffentlichte zahlreiche Aufsätze in der Allgemeinen Encyclopädie der Wissenschaften und Künste von Ersch und Gruber. Weiterhin übersetzte er naturwissenschaftliche Abhandlungen unter anderem aus dem Schwedischen. Für den ersten Teil der Pommerschen Geschichte von Friedrich Wilhelm Barthold bearbeitete er den Abschnitt über die Fauna Pommerns.
Am 17. Oktober 1856 wurde Friedrich Heinrich Creplin mit dem Roten Adlerorden ausgezeichnet. Er wurde 1860 Mitglied der Leopoldina. Anlässlich des 50. Jahrestags seiner Doktorpromotion verlieh ihm die philosophische Fakultät in Greifswald im Jahre 1861 die Ehrendoktorwürde.

## Schriften (Auswahl)
- Animadversiones in respirationem hominis et animalium. Dissertation. Greifswald 1811.
- C. U. Ekström: Die Fische in den Scheeren von Mörko. Aus dem Schwedischen übersetzt von F.C.H. Creplin, G. Reimer, Berlin 1835. (Digitalisat)
- Observationes de entozois. Mauritius, Greifswald 1825.
- Über die Entozoen-Gattung Distomum. 1836
- Beschreibung zweier Amphistomen aus dem Zebu-Ochsen. Berlin 1847.